# Dineutus iridescens
Dineutus iridescens is een keversoort uit de familie van schrijvertjes (Gyrinidae). De wetenschappelijke naam van de soort is voor het eerst geldig gepubliceerd in 1865 door Kirsch.